# Catharina Tibau
Catharina Guedes Tibau (Salvador, 15 de agosto de 2006) é uma patinadora artística brasileira. Ela é a primeira patinadora nascida no Brasil a representar o país na modalidade dança no gelo. Ao lado do canadense Cayden Dawson, detém o atual recorde nacional de pontuação total na modalidade (108,82 pontos na etapa Riga Cup do Grand Prix Júnior), superando a marca conquistada por Calhoun/Valdez em 2018 (84,14 pontos na etapa italiana do Grand Prix Júnior). 

## Vida pessoal
Catharina nasceu e viveu em Salvador, no Brasil, até os quatro anos de idade, quando imigrou para o Canadá com a família.

## Carreira
Catharina começou a patinar aos quatro anos em Toronto. Até os dez anos, a atleta competia exclusivamente na modalidade individual feminina, contudo, em 2016 resolveu experimentar a dança no gelo, compondo uma dupla com Nicholas Grozdanovski, com quem competiu domesticamente no Canadá até 2020, quando disputava a categoria pre-novice em ambas as modalidades. 
Em 2021, Tibau iniciou nova parceria na dança com o canadense Cayden Dawson, o que lhe proporcionou a chance de representar o Brasil internacionalmente no nível júnior. O período da pandemia de COVID-19, no entanto, restringiu bastante as oportunidades de competição da dupla, que, por conta das restrições no Canadá, onde ambos atletas moram e treinam, teve que adiar a estreia como time para a temporada seguinte.
Em julho de 2022, a dupla foi convidada para a apresentação de gala do Campeonato Brasileiro da CBDG, onde puderam conhecer as instalações da Arena Ice Brasil e estrear seus programas para o público local. Em agosto, Tibau e Dawson competiram domesticamente no Canadá, representando o seu clube Scarboro, nas classificatórias para as Sectionals de Ontario, onde conquistaram o 5º lugar, somando 111,09 pontos.
Em setembro de 2022, Catharina se tornou a mais jovem patinadora a representar o Brasil na dança no gelo, a primeira brasileira nascida no país a disputar a modalidade e a detentora do recorde nacional de pontuação da dança livre (70,83) e total (108,82) após disputar a etapa da Letônia do Circuito Grand Prix Júnior com Dawson. A dupla também conquistou a melhor estreia de uma dupla brasileira ao terminar a competição na 11ª colocação, superando a 16ª de Karolina Calhoun e Michael Valdez na etapa francesa do JGP em 2018. Em outubro do mesmo ano, a dupla encerrou sua primeira participação no JGP com o 20º lugar na etapa da Itália. 
A dupla encerrou a temporada de 2022/23 no Open D'Andorra 2022, buscando uma última chance de classificação para o Campeonato Mundial Júnior de 2023, sem sucesso. 
Guedes Tibau/Dawson iniciaram a temporada de 2023/24 no Lake Placid International de 2023, terminando na 10ª posição na dança curta e na dança livre, assim como no somatório. A dupla foi inscrita pela CBDG em duas etapas do Junior Grand Prix, Linz e Osaka.
No JGP Cup of Austria, em Linz, eles atingiram o índice mínimo necessário para uma classificação para o Campeonato Mundial Júnior de 2024, um feito histórico, pois foi a primeira vez que uma equipe brasileira conseguiu uma vaga em um campeonato da ISU. A dupla terminou a competição em 14º lugar. Na etapa seguinte, em Osaka, eles atingiram a 11ª posição entre 12 duplas. Após não se classificarem para a etapa de dança livre, no Mundial Júnior ao ficarem em 30º lugar na dança rítimica, eles anunciaram o fim da sua parceria em 21 de março de 2024.

## Programas

### Com Cayden Dawson
| Temporada | Dança rítimica (RD) | Dança livre (FD) | Exibição de gala (EX) |
| --------- | --- | --- | --- |
| 2023-2024 | - Slow Hand - Jump (For My Love) por The Pointer Sisters coreografado por Marc-André Servant, Juris Razgulajevs                                 | - Are You Lonesome Tonight? - Heartbreak Hotel - Jailhouse Rock de Elvis Presley coreografado por Marc-André Servant, Juris Razgulajevs                                                          | |
| 2022-2023 | - Spanish Waltz por Fermin Spanish Guitar - Tango: Bordoneo Y 900 por Juan José Mosalini coreografado por Marc-André Servant, Juris Razgulajevs | - (I've Had) The Time of My Life por Bill Medley, Jennifer Warnes - These Arms of Mine por Otis Redding - Do You Love Me por The Contours coreografado por Marc-André Servant, Juris Razgulajevs | - (I've Had) The Time of My Life por Bill Medley, Jennifer Warnes - These Arms of Mine por Otis Redding - Do You Love Me por The Contours |

## Principais resultados

### Com Cayden Dawson
| Evento/Temporada                                                    | 22-23                   | 23-24                   |
| Internacionais - Júnior                                             | Internacionais - Júnior | Internacionais - Júnior |
| ------------------------------------------------------------------- | ----------------------- | ----------------------- |
| JGP Osaka                                                           |                         | 11ª                     |
| JGP Cup of Austria                                                  |                         | 14ª                     |
| JGP Egna-Neukmart                                                   | 20ª                     |                         |
| JGP Riga Cup                                                        | 11ª                     |                         |
| Lake Placid Ice Dance International                                 |                         | 10ª                     |
| Open D'Andorra                                                      | 7ª                      |                         |
| Nacionais                                                           |                         |                         |
| Ontario Sectionals                                                  | 5ª J                    | 5ª J                    |
| TBD = A definir; WD = Abandonou; C = Cancelado; N= Novice;J= Júnior |                         |                         |

## Resultados detalhados

### Com Cayden Dawson
| Data                               | Evento                                       | RD                | FD                | Total             |
| Temporada 2023-24                  | Temporada 2023-24                            | Temporada 2023-24 | Temporada 2023-24 | Temporada 2023-24 |
| ---------------------------------- | -------------------------------------------- | ----------------- | ----------------- | ----------------- |
| 14-16 de setembro, 2023            | JGP Osaka 2023                               | 11 41,10          | 11 60,37          | 11 101,47         |
| 31 de agosto-2 de setembro de 2023 | JGP Cup of Austria 2023                      | 13 42,84          | 14 66,10          | 14 108,94         |
| 1-2 de agosto de 2023              | 2023 Lake Placid Ice Dance International     | 10 37,49          | 10 63,98          | 10 101,47         |
| 20-22 de julho de 2023             | 2023 Skate Ontario Sectional Series - July   | 7 42,62           | 4 72,41           | 5 115,03          |
| Temporada 2022-23                  |                                              |                   |                   |                   |
| 16-20 de novembro de 2022          | Open D'Andorra 2022                          | 7 39,47           | 7 60,63           | 7 100,10          |
| 11-15 de outubro de 2022           | JGP Egna Neukmart 2022                       | 20 37,82          | 18 58,98          | 20 96,80          |
| 7-10 de setembro de 2022           | JGP Riga Cup 2022                            | 11 37,99          | 10 70,83          | 11 108,82         |
| 19-21 de agosto de 2022            | 2022 Skate Ontario Sectional Series - August | 5 46,09           | 5 65,00           | 5 111,09          |

Recorde pessoal em evento internacional reconhecido pela ISU (Personal Best - PB) em negrito